# اطلاعات تکنولوژی
اطلاعات تکنولوژی به مفهوم اطلاعات در مورد تکنولوژی است. اطلاعات در مورد تکنولوژی می‌تواند شامل کجایی، چیستی و چگونگی هر یک از اجزای تکنولوژی باشد.
باید توجه کرد که اطلاعات تکنولوژی مفهومی جدا از فناوری اطلاعات دارد (گرچه در کاربرد معمولاً با هم رابطه پیدا می‌کنند).

## تفاوت اطلاعات تکنولوژی و اطلاعات علمی
مخاطبان اطلاعات تکنولوژی، سرمایه‌گذاران، صاحبان صنایع کوچک و بزرگ، مهندسان و کارآفرینان هستند؛ درحالیکه مخاطب اطلاعات علمی محققان و دانشگاهیان می‌باشند.
اطلاعات علمی را می‌توان در مقاله‌ها و کتابخانه‌ها جست، در حالیکه اطلاعات تکنولوژی در نقشه‌های طراحی، راهنماهای کاربری دستگاه‌ها، اسناد فنی شرکت‌ها یا در سینه متخصصین نهفته‌است.